# Riga FC
A Riga Football Club egy lett labdarúgócsapat, melynek székhelye Riga városában található. Jelenleg a lett élvonalban szerepel.

## Történelem
2014 áprilisában hozták hivatalosan létre a klubot, az FC Caramba Riga és a Dinamo Rīga összeolvadásával. A 2015-ös szezonban az FC Caramba/Dinamo néven vettek részt a másodosztályban, amit meg is nyertek. Az élvonalban a jelenleg is használt nevükön indultak. A 2018-as szezonban bajnoki címet és kupagyőzelmet szereztek Viktor Szkripnik irányítása idején.

## Sikerei
Virslīga
1. hely (3): 2018, 2019, 2020
Lett másodosztály
1. hely (1): 2015
Lett kupa
1. hely (2): 2018, 2023
2. hely (2): 2016–17, 2017

## Európai kupaszereplés

### Szezonális bontásban
| Idény   | Kupa                 | Forduló | Klub          | 1. mérk. | 2. mérk. | Össz.          |
| ------- | -------------------- | ------- | ------------- | -------- | -------- | -------------- |
| 2018–19 | Európa-liga          | 1QR     | CSZKA Szofija | 1-0      | 0−1      | 1-1 (bün. 5–3) |
| 2019–20 | UEFA-bajnokok ligája | 1QR     | Dundalk       | 0−0      | 0−0      | 0−0 (bün. 5−4) |
| 2019–20 | Európa-liga          | 2QR     | Piast Gliwice | 2−1      | 2−3      | 4−4 (i.g.)     |
| 2019–20 | Európa-liga          | 3QR     | HJK           | 1−1      | 2−2      | 3−3 (i.g.)     |
| 2019–20 | Európa-liga          | PO      | København     | 1−0      | 1−3      | 2−3            |

## Jelenlegi keret
Utolsó módosítás: 2023. június 21.
| #  |     | Poszt | Név                     |
| -- | --- | ----- | ----------------------- |
| 1  | LVA | K     | Rihards Matrevics       |
| 3  | SEN | V     | Mouhamed El Bachir Ngom |
| 4  | LAT | KP    | Ilja Korotkovs          |
| 5  | GRE | KP    | Thanos Petsos           |
| 7  | CRO | CS    | Marko Dabro             |
| 8  | SRB | KP    | Miloš Jojić             |
| 9  | LVA | V     | Armands Pētersons       |
| 10 | BRA | CS    | Douglas Aurélio         |
| 11 | FIN | KP    | Mikael Soisalo          |
| 12 | LVA | K     | Kristaps Zommers        |
| 13 | LAT | V     | Raivis Jurkovskis       |
| 14 | CRO | KP    | Hrvoje Babec            |
| 15 | CRO | V     | Petar Bosančić          |
| 16 | LVA | K     | Nils Puriņš             |
| 17 | NGA | KP    | Olabanjo Ogunji         |
| 18 | LAT | CS    | Marko Regza             |

| #  |     | Poszt | Név                      |
| -- | --- | ----- | ------------------------ |
| 19 | GHA | KP    | Joselpho Barnes          |
| 21 | GHA | V     | Baba Musah               |
| 22 | SEN | CS    | Ousseynou Niang          |
| 23 | LVA | KP    | Eduards Dašķevičs        |
| 25 | COD | V     | Ngonda Muzinga           |
| 27 | FRA | KP    | Mohamed Ouadah           |
| 30 | ESP | KP    | Brian Peña               |
| 33 | LAT | V     | Kirils Iljins            |
| 34 | LVA | V     | Antonijs Černomordijs () |
| 37 | CIV | KP    | Aboubakar Karamoko       |
| 55 | PER | V     | Gustavo Dulanto          |
| 70 | SEN | V     | Mor Talla Gaye           |
| 93 | FRA | KP    | Kemelho Nguena           |
| 95 | BRA | CS    | Lucas Rangel             |
| 99 | BRA | CS    | Reginaldo Ramires        |

## Edzők
| Név                     | Időszak                                   |
| ----------------------- | ----------------------------------------- |
| Mihails Koņevs          | 2015. március – 2015. november            |
| Kirill Kurbatov         | 2016. január 1. – 2016. április 10.       |
| Dmitrij Homuha          | 2016. április 11. – 2016. augusztus 9.    |
| Vlagyimir Volcsek       | 2016. augusztus 12. – 2017. április 19.   |
| Mihails Koņevs          | 2017. április 20. – 2017. május 11.       |
| Jevgenyij Perevertajlo  | 2017. május 12. – 2017. július 29.        |
| Slaviša Stojanović      | 2017. július 30. – 2017. december         |
| Goce Sedloski           | 2018. január 27. – 2018. május 25.        |
| Mihails Koņevs          | 2018. május 26. – 2018. július 4.         |
| Viktor Szkripnik        | 2018. július 5. – 2019. január 31.        |
| Luís Berkemeier Pimenta | 2019. február 5. – 2019. március 2.       |
| Mihails Koņevs          | 2019. március 3. – 2019. március 27.      |
| Aleh Kubarev            | 2019. március 28. – 2019. április 26.     |
| Mihails Koņevs          | 2019. április 27. – 2020. február 5.      |
| Oleg Kononov            | 2020. február 5. – 2020. november 11.     |
| Mihails Koņevs          | 2020. november 12. – 2020. december 31.   |
| Denis Laktionov         | 2021. január 1. – 2021. május 25.         |
| Kristaps Blanks         | 2021. május 27. – 2021. június 8.         |
| Andris Rihters          | 2021. június 9. – 2021. szeptember 10.    |
| Sashko Poposki          | 2021. szeptember 12. – 2021. november 30. |
| Thorsten Fink           | 2022. január 4. – 2022. május 16.         |
| Kristaps Blanks         | 2022. május 16. – 2022. június 7.         |
| Sandro Perković         | 2022. június 7. – jelenleg is             |

## Külső hivatkozások
- Hivatalos honlap (lettül)